# Roodnekjufferduif
De roodnekjufferduif (Ptilinopus dohertyi) is een vogel uit de familie Columbidae (duiven). De vogel werd in  1896 door de Britse vogelkundige Lionel Walter Rothschild geldig beschreven en vernoemd naar de ontdekker, de Amerikaanse entomoloog William Doherty. Het is een door habitatverlies kwetsbare vogelsoort op Soemba, een van de Kleine Soenda-eilanden (Indonesië).

## Kenmerken
De vogel 33 tot 35 cm lang. Het is een jufferduif met een contrastrijk verenkleed, van boven is de vogel roomkleurig met een scharlakenrode vlek op de nek die doorloopt tot op de rug. De rug en vleugels zijn donker glanzend paar tot groen. De buik is lichter groen, scherp contrasterend met de roomkleurige borst. De onderstaartdekveren zijn lichtgroen met gele vlekken.

## Verspreiding en leefgebied
Deze soort is endemisch op Soemba. Deze jufferduif komt voor op rotsige berghellingen met natuurlijk bos, meestal boven de 160 m boven zeeniveau.

## Status
De roodnekjufferduif heeft een beperkt verspreidingsgebied en daardoor is de kans op uitsterven aanwezig. De grootte van de populatie werd in 1995 door BirdLife International geschat op 6000 volwassen individuen en de populatie-aantallen nemen af door habitatverlies. Het leefgebied wordt versnipperd en aangetast door ontbossing. Om deze redenen staat deze soort als kwetsbaar op de Rode Lijst van de IUCN.